# Hickman (Kentucky)
Hickman és una població dels Estats Units a l'estat de Kentucky. Segons el cens del 2000 tenia 2.560 habitants.

## Demografia
Segons el cens del 2000, Hickman tenia 2.560 habitants, 1.015 habitatges, i 665 famílies. La densitat de població era de 277,6 habitants/km².
Dels 1.015 habitatges en un 28,2% hi vivien nens de menys de 18 anys, en un 39,8% hi vivien parelles casades, en un 22,4% dones solteres, i en un 34,4% no eren unitats familiars. En el 32,1% dels habitatges hi vivien persones soles el 14,8% de les quals corresponia a persones de 65 anys o més que vivien soles. El nombre mitjà de persones vivint en cada habitatge era de 2,33 i el nombre mitjà de persones que vivien en cada família era de 2,94.
Per edats la població es repartia de la següent manera: un 24,9% tenia menys de 18 anys, un 10,9% entre 18 i 24, un 26,8% entre 25 i 44, un 23% de 45 a 60 i un 14,4% 65 anys o més.
L'edat mediana era de 36 anys. Per cada 100 dones de 18 o més anys hi havia 90,2 homes.
La renda mediana per habitatge era de 21.655 $ i la renda mediana per família de 27.384 $. Els homes tenien una renda mediana de 25.625 $ mentre que les dones 18.264 $. La renda per capita de la població era d'11.573 $. Entorn del 24,8% de les famílies i el 27,1% de la població estaven per davall del llindar de pobresa.

## Poblacions més properes
El següent diagrama mostra les poblacions més properes.